# 亞利桑那州第七國會選區
亞利桑那州第七國會選區（英語：Seventh Congressional District of Arizona）是美国亞利桑那州九個國會選區之一，始於2003年，2013年起包括州府鳳凰城市中心以及格蘭岱爾東部。
該選區在2000年以後的總統選舉一直支持民主黨。當前眾議員懸缺。